# 孙媛媛
孙媛媛（1982年12月—），辽宁瓦房店人，汉族，中国共产党党员（1997年入党）。中华人民共和国政治人物、第十三届全国人民代表大会广东地区代表。

## 生平
出生于辽宁瓦房店。2012年，當選珠海威丝曼股份有限公司工会主席。2018年2月24日，当选为第十三届全国人大代表。